# Pietro Magri
Pietro Magri (falecido em outubro de 1651) foi um prelado católico romano que serviu como bispo de Policastro (1635–1651).

## Biografia
No dia 1 de outubro de 1635, Pietro Magri foi nomeado pelo Papa Urbano VIII como Bispo de Policastro. A 7 de outubro de 1635, foi consagrado bispo por Francesco Maria Brancaccio, Cardeal-Sacerdote de Santi XII Apostoli, com Giovanni Battista Altieri, Bispo Emérito de Camerino, e Sigismondo Taddei, Bispo de Bitetto, servindo como co-consagradores. Serviu como Bispo de Policastro até à sua morte em outubro de 1651.